# Akademia Medycyny Weterynaryjnej we Lwowie
Akademia Medycyny Weterynaryjnej we Lwowie – jedna z czterech uczelni we Lwowie w dwudziestoleciu międzywojennym i jedna z dwóch uczelni kształcących lekarzy w specjalności medycyna weterynaryjna w II Rzeczypospolitej.

## Historia
Została założona w 1881 dzięki staraniom i wnioskowi Sejmu Galicyjskiego pod nazwą Cesarsko-Królewskiej Szkoły Weterynaryjnej we Lwowie przez prof. Piotra Seifmana – Polaka, założyciela Instytutu Weterynarii w Kazaniu, który był w latach 1881–1894 pierwszym dyrektorem uczelni. Organizatorami pierwszych trzech instytutów uczelni zostali Seifman oraz Antoni Barański i Henryk Kadyi. Od 1894 do 1910 dyrektorem i rektorem uczelni był Józef Szpilman. W 1909 szkoła uzyskała pełne prawa akademickie, a w 1922 – z racji wysokiego poziomu kształcenia otrzymała nazwę Akademii Medycyny Weterynaryjnej.
5 maja 1923 Helena Jurgielewicz, córka Odona Bujwida, jako pierwsza kobieta otrzymała dyplom lekarza weterynarii po ukończeniu studiów z ogólnym wynikiem celującym.
W roku akademickim 1938/1939 działało 17 katedr i szereg specjalistycznych laboratoriów. Jej wykładowcami byli wówczas wybitni profesorowie, m.in.: Zygmunt Markowski (Katedra Chorób Wewnętrznych Zwierząt), Antoni Bant (Katedra Anatomii Zwierząt), Gustaw Poluszyński (Katedra Zoologii), Aleksander Zakrzewski (Katedra Anatomii Patologicznej Zwierząt), Stanisław Niemczycki (Katedra Chemii), Tadeusz Olbrycht (Katedra Hodowli Zwierząt). Akademia mieściła się przy ul. Kochanowskiego 67–69.
W 1932 odbyły się uroczystości 50-lecia Akademii Medycyny Weterynaryjnej we Lwowie.
W ostatnim roku istnienia II RP w maju 1939 rektorem AMW został wybrany Jerzy Alexandrowicz, który nie przyjął tej funkcji i wybrany został Kazimierz Szczudłowski.
Po wybuchu II wojny światowej, kampanii wrześniowej, agresji ZSRR na Polskę z 17 września 1939 i nastaniu okupacji sowieckiej uczelnia została przemianowana na Lwowski Instytut Weterynaryjny (1939–1941). Po ataku III Rzeszy na ZSRR z połowy 1941 i wprowadzeniu okupacji niemieckiej Niemcy przemianowali uczelnię na Państwowe Instytuty Weterynaryjne (niem. Staatliche Tierarztliche Institut), od maja 1942 pod nazwą Państwowe Zawodowe Kursy Weterynaryjne (niem. Staatliche Tierarztliche Fachkurse). Po przejściu frontu wschodniego, wkroczeniu do Lwowa Armii Czerwonej i ponownym nastaniu władzy radzieckiej, został reaktywowany Lwowski Instytut Weterynaryjny. W 2003 przyjął imię Stefana Grzyckiego, a w 2007 nadano mu nazwę Lwowski Narodowy Uniwersytet Medycyny Weterynaryjnej i Biotechnologii im. Stefana Grzyckiego (ukr. Львівський національний університет ветеринарної медицини та біотехнологій імені Степана Ґжицького).
Po zakończeniu wojny w wyniku wysiedlenia Polaków ze Lwowa prawie wszyscy polscy pracownicy naukowi i techniczni uczelni wyjechali w 1944 do Krakowa, a w latach 1945–1946 do Wrocławia, gdzie został utworzony w ramach Uniwersytetu i Politechniki we Wrocławiu Wydział Weterynaryjny. Jego pierwszym dziekanem został prof. Zygmunt Markowski, rektor lwowskiej Akademii Medycyny Weterynaryjnej w latach 1920–1923 i 1927–1930. W roku akademickim 1945/1946 działało na nim 18 katedr, zaś 9 byłych profesorów AMW został kierownikami katedr.

## Rektorzy
W okresie II Rzeczypospolitej godność rektora Akademii piastowali:
1. Włodzimierz Kulczycki (1917–1919)
2. Kazimierz Panek (1919–1920)
3. Zygmunt Markowski (1920–1923)
4. Stanisław Niemczycki (1923–1925)
5. Wacław Moraczewski (1925–1927)
6. Zygmunt Markowski (1927–1930)
7. Bronisław Janowski (1930–1936)
8. Jerzy Alexandrowicz (1936–1937)
9. Kazimierz Szczudłowski (1937–1939)